# Habitatge al passeig del Remei, 40-42 (Santa Maria de Palautordera)
L'Habitatge al passeig del Remei, 40-42 és una obra modernista de Santa Maria de Palautordera (Vallès Oriental) protegida com a Bé Cultural d'Interès Local.

## Descripció
Es tracta d'un edifici aïllat de tipologia ciutat jardí que fa cantonada amb el carrer de la Font Martina. Consta de planta baixa, pis i golfes. La coberta és a doble vessant, però la façana principal té la seva pròpia coberta que també és a doble vessant de teula. El ràfec és perpendicular a les façanes i està sustentat per bigues de fusta. La planta baixa consta de la porta d'accés, que és una obertura rectangular motllurada, i dues finestres a banda i banda rectangulars amb un frontó triangular amb decoració floral al mig. El primer pis té un balcó amb balustrada d'obra. A cada costat hi ha dues finestres, amb la mateixa decoració que les anteriors. La finestra de les golfes és d'arc apuntat amb nerviacions interiors. Al jardí hi ha un pou i una petita construcció annexa.